# Mario Cáceres (músico)
Mario Alberto Cáceres Pacheco (Maracaibo, Venezuela, 7 de febrero de 1984) es un cantante, compositor y productor discográfico venezolano, conocido en el ámbito artístico como «Cáceres». Ha recibido múltiples menciones y reconocimientos, en el medio artístico por ser el creador de varios éxitos, interpretados por grandes artistas de la industria musical latinoamericana, en los que ha participado como autor y coautor.

## Vida artística
Mario Cáceres descubre su pasión por la música desde muy temprana edad. Gana su primer premio en el Festival de la Voz infantil de Maracaibo (1995), con una canción compuesta por él mismo, a los once años.
En el año 2001, inicia estudios en la carrera de ingeniería de sonido, en el taller de arte sonoro de Caracas. Poco después de graduarse, se une al dúo «Mario & Hernán» (2007), como compositor y cantante. El primer sencillo titulado «Donde estés», fue el tema promocional de la novela venezolana Mi Prima Ciela (RCTV, 2007). En el 2009 se separa de Hernán Portillo. Empieza a trabajar como productor y compositor musical en Cubo estudio —Dirigido por Aziel Kovach— (Maracaibo, 2009). Trabajando para Cubo estudio ganó un Latin Grammy (2010), como ingeniero de sonido para la agrupación venezolana Voz veis con el disco Una noche común y sin corriente y un Premio Arpa por el álbum debut de Kerwin Márquez.
En el año 2015, se muda a Estados Unidos. Compone en Miami el tema «Volver a casa», convirtiéndose este en uno de los himnos de la diáspora venezolana.
En el año 2017, compone «Vacaciones», interpretada por el cantante puertorriqueño Wisin. Firma un contrato como compositor con la editorial de música estadounidense Sony/ ATV propiedad de Sony Entertainment. Compone «Mayores» junto a Saul Castillo, Bad Bunny, Servando Primera y Patrick Ingunza para la actriz, cantante y compositora estadounidense Becky G y el cantante puertorriqueño Bad Bunny. La canción fue estrenada por Sony Music, RCA Records y Kemosabe Records el 14 de julio de 2017. También compone para el cantante y compositor colombiano Maluma, el tema «Felices los cuatro» en colaboración con Bryan Lezcano, Kevin Jiménez, Stiven Rojas, Andrés Uribe, Servando Primera y Maluma. Esta pieza fue lanzada el 21 de abril de 2017, por la discográfica Sony Music Latin.

## Solista
El 7 de diciembre de 2018,  lanza su primer sencillo: «La octava maravilla» a través de las diferentes plataformas digitales de música. La canción cuenta con la colaboración del DJ rumano Costi.

## Composiciones

### 2017
- “Mayores ”. En colaboración con Saul Castillo, Bad Bunny, Servando Primera y Patrick Ingunza. Intérprete: Becky G y Bad Bunny.[9]
- “Vacaciones ”. En colaboración con Juan Luis Morera, Arbise González y Antonio Barullo. Intérprete: Wisin.[10]
- “Felices los 4 ”. En colaboración con Bryan Lezcano, Maluma,  Kevin Jiménez, Stiven Rojas, Andrés Uribe, Servando Primera. Intérprete: Maluma.[11]
- “Lágrimas no más ”. Intérprete: Guaco.

### 2018
- “Por pura curiosidad ”. En colaboración con Jon Leone, Juan Fernando Fonseca y Spencer Ludwig. Intérprete: Fonseca.
- “Se vuelve loca ”. En colaboración con Yasmil Marrufo. Intérprete: CNCO.[12]
- “Noche inolvidable ”. En colaboración con Andy Clay, Carlos Efren Reyes, Gabriel J. Rodríguez, Gustavo Alberto y J. M. Benítez. Intérprete: CNCO.[12]
- “Quiero contigo ”. En colaboración con Ender Zambrano, Ana Copello Hora, José Pinto Colorado. Intérprete: Anna Carina.[13]
- “Caprichosa ”. En colaboración con Beatriz Luengo. Intérpretes: Mala Rodríguez y Beatriz Luengo.[14]
- “Justicia ”. En colaboración con Andrés Eduardo Castro, Jesús Herrera, Natalia Alexandra Gutiérrez, Ramón L Ayala, Roland Yesid Valbuena y Silvestre Francisco Dangond Corrales. Intérpretes: Silvestre Dangond y Natti Natasha.[15]
- “No me acuerdo ”. En colaboración con Frank Santofimio, Jonathan Leone, Natti Natasha, Oscar Hernández y Yasmil Marrufo. Intérpretes: Thalía y Natti Natasha.[16]
- “Medicina ”. En colaboración con Andy Clay, Jon Leone, Larissa de Macedo Machado y Mauricio Montaner. Intérprete: Anitta.[17]
- “Duro y suave ”. En colaboración con Camilo Echeverry, Leslie Grace Martinez, Servando Moriche Primera Mussett y Yasmil Marrufo. Intérpretes: Noriel y Leslie Grace.[18]
- “No te creo ”. En colaboración con Andy Clay, Edgar Barrera, Felipe Peláez, Luis Fernando Castillo, Miguel Mendoza y Noel Santos Roman. Intérpretes: Felipe Peláez, Nacho y Noriel.[19]
- “Sigamos bailando ”. En colaboración con Antonio Barullo, Camilo Echeverri, Edgar Barrera, Federico Cercuri, Gianluca Vacchi, Giordano Cremona, Llandel Veguilla Malave,  Luis Fonsi y Víctor Viera Moore. Intérpretes: Gianluca Vacchi, Luis Fonsi y Yandel.[20]
- "Jacuzzi ". En colaboración con David Jesus Tovar Fernandez, Frank Santofimio, Greeicy Yeliana Rendon Ceballos, Leonardo Gutierrez y Rafael Regginalds Aponte Blanco. Intérpretes: Anitta y Greeicy.[21]
- “La dueña ”. En colaboración con Alejandro Salazar y Jorge Fonseca. Soundtrack del film “Superfly” (2018) del director Julien Christian Lutz “Director X”. Interpretes: A.Chal y Darell.[22]
- “Mi deseo ”. En colaboración con Domingo Jonny Vega Urzúa “Américo” y Silvestre Francisco Dangond González. Intérpretes: Américo y Silvestre Dangond.[23]

### 2019
- "Banana ". En colaboración con Theron Thomas, Ender Thomas, Dwayne Chin-Quee y Marco Efrain Masis. Intérpretes: Anitta y Becky G.[24]

- "Hijoepu*#". En colaboración con Gloria Trevi y Karol G. Intérpretes: Gloria Trevi y Karol G.[25]

- "Lost in the middle of nowhere". (Spanish version). Intérpretes: Becky G y Kane Brown.[26]

- "Peleas". En colaboración con Becky G, X. Semper, E. Semper, Luian, Yasmil Marrufo, Campany, Kyle Shearer y Ramos. Intérprete: Becky G.

- "Una locura ". Intérprete: J. Alvarez.[27]

- "Vallenato apretao". En colaboración con Andrés Castro, Daniel Buitrago, y Ronald Valbuena. Intérprete: Silvestre Dangond[28]

- "A la conquista de tu amor " En colaboración con Chyno Miranda. Interpretes: Chyno Miranda y Guaco.[29]

### 2020
- "Viene y va ". En colaboración con C. Tangana. Interpretes: C. Tangana y Natti Natasha.[30]
- "Las Cosas Del Amor ". Intérprete Melody .[31]

## Reconocimientos y premios
En 2018, Mario Cáceres fue premiado en la 25° entrega de los BMI Latin music awards por la composición del tema «Vacaciones» que realizó junto con Antonio Barullo y Motiff. Ese mismo año participó como panelista en el evento «How I Wrote that Song» de la BMI.
En el 2019, de igual manera, Mario Cáceres fue reconocido – junto con Servando Primera – por los temas «Mayores» interpretado por Becky G y «Felices los 4» de Maluma en la entrega anual de los BMI Latin Music Awards de ese año.

## Premios y nominaciones
| Año  | Trabajo nominado                                 | Premiación          | Categoría(s)                           | Resultado |
| 2019 | “Justicia” - Silvestre Dangond con Natti Natasha | Premios Lo Nuestro  | Tropical - Canción del año             | Nominado  |
| 2019 | “Justicia” - Silvestre Dangond con Natti Natasha | Premios Lo Nuestro  | Tropical - Colaboración del año        | Ganador   |
| 2019 | “Justicia” - Silvestre Dangond con Natti Natasha | Premios Lo Nuestro  | Colaboración del año                   | Ganador   |
| 2019 | “No me acuerdo” - Thalía con Natti Natasha       | Premios Lo Nuestro  | Pop/Rock - Colaboración del año        | Nominado  |
| 2017 | “Felices los 4” - Maluma                         | Latin Grammy Awards | Canción del año - Premio al compositor | Nominado  |
| 2015 | Cambiar el mundo - Kerwin Márquez                | Premios Arpa        | Lanzamiento del año                    | Ganador   |